# Консидайн, Пэдди
Патрик «Пэдди» Джордж Консидайн (англ. Paddy Considine; род. 5 сентября 1973) — британский актёр, режиссёр и сценарист. Тесно сотрудничает с Шейном Медоузом.

## Биография

### Юность
Консидайн родился 5 сентября 1973 года, рос со своим братом и сёстрами в муниципальном районе Винчел в Бертон-апон-Трент. Проходил обучение в начальной школе, школе Джозефа Кларка Жуниора и, позже, в высшей Школе Аббата Беина. В 1990 году получил национальный диплом в школе актёрских искусств. Пэдди, обучаясь на первом курсе в Виншилском университетском городке Ады Чедвик (снесено) Колледжа Бертона, впервые встретил Шейна Медоуза.
Ни Консидайн, ни Медоуз не окончили курс актёрского искусства. В 1993 году Медоуз покинул свой родной город Аттоксетер, чтобы учиться в Ноттингеме. Консидайн в 1994 году уехал из Бертона, чтобы обучаться операторской работе в университете Брайтона, где он получил первый разряд оператора на факультете гуманитарных наук и архитектуры.

### Карьера
После возвращения из Брайтона Медоуз предложил Консидайну сняться в нескольких короткометражных фильмах, «Комната для Ромео Брасса», в котором Консидайн играет роль беспокойного Морелла. В 2004 Пэдди сыграл главную роль в фильме «Ботинки мертвеца» режиссёра Шейна Медоуза, сценарий к этому фильм они писали совместно.
Выдающаяся игра Консидайна в фильме «Комната для Ромео Брэсса» не осталась незамеченной, вскоре Павел Павликовский предложил ему роль фильме «Последнее пристанище», в котором Консидайн сыграл безумно влюбленного нонконформиста Алфи, за которого он получил премию Международного кинофестиваля в Салониках за лучшую мужскую роль. С тех пор Консидайн открыл себе путь к британским премиям, включая его роль Джонни в фильме «В Америке» режиссёра Джима Шеридана.
При огромном количестве главных ролей у него было много ролей второго плана, например в фильмах «Рожденный романтиком», «Martins», и «Круглосуточные тусовщики». Он также появился в музыкальных видео, наиболее заметные God Put A Smile Upon Your Face группы Coldplay и Familiar Feeling группы Moloko. Другие роли в кино включают роль Павлоковского фильме «Мое лето любви», «Нокдаун» вместе с Расселом Кроу и Рене Зеллвегер, и «В дурмане».
В 2006 Консидайн появляется в испанском триллере Bosque de Sombras (также известный как «Лес теней») вместе с британским актёром Гэри Олдменом, и «Плутоний-239» (другое название «Отрезок из Жизни Тимофея Березина»), драма о чёрном рынке плутония в России, при участии австралийской актрисы Рады Митчелл, исполнительные продюсеры Джордж Клуни и Стивен Содерберг. Консидайн также снимался в музыкальных клипах, например он появился в ролике группы Arctic Monkeys Leave Before The Lights Come On, (соавтор видео). В 2007 он появился в комедии Саймона Пегга и Эдгара Райта Типа крутые легавые.
В 2007 Пэдди появился нашумевшем в шпионском триллере 2007 года «Ультиматум Борна» в роли газетного журналиста, вместе с Мэттом Дэймоном.
В 2008 Консидайн сыграл главную роль в телевизионном фильме «Моя цинковая кровать» производства BBC/HBO, при участии Умы Турман и Джонатана Прайса. В 2009 он появляется на Канале 4 в мини-сериале «Красная Поездка», основанном на романах Дэвида Писа. В этом же году Консидайн появляется в фильме Шейна Медоуза Le Donk & Scor-zay-zee низко бюджетном mock-rock-umentary (фильм был снят за пять дней, бюджет которого составил 48 000£), в фильме сыграла группа Arctic Monkeys и британский рэп-исполнитель Скорзейзи. В фильме Консидайн играет администратора разъездного театра Ле Донк, премьера которого состоялась на Международном кинофестивале в Эдинбурге.
В 2011 Консидайн сыграл в экранизации книги Джо Дунторна «Субмарина», режиссёром и сценаристом которой выступил Ричард Айоади. В главных ролях Салли Хокинс и Ноа Тэйлор. Консидайн появляется в полицейском триллере «Без компромиссов» в роли Портера Нэша, вместе с Джейсоном Стейтемом и Дэвидом Моррисси.
В 2007 Пэдди снял короткометражный фильм Dog Altogether, главную роль в данной картине сыграл Питер Маллан, сценарий фильма частично основан на жизни отца режиссёра Джозефа. В 2011 Консидайн закончил свой первый полнометражный фильм под названием «Тираннозавр», основанный на его прошлом проекте Dog Altogether, который выступил в 2011 на Кинофестивале в Сандэнсе. Написал сценарий к фильму про призраков The Leaning, и работал с Шейном Медоузом над биографическим фильмом «Король цыган», фильм про бесцеремонного борца Бартли Гормана, которого Консидайн встретил, работая оператором. Консидайн снялся в фильме «Сейчас самое время», экранизации романа Дженни Даунхэм «Пока я жива».

## Музыкальная деятельность
Консидайн является одним из создателей музыкальной группы She Talks to Angel (название взято из одноимённой песни группы Black Crowes).
Состав группы:
- Ричард Итан
- Саймон Хадсон
- Ник Хемминг — ведущий гитарист
- Шейн Медоуз — вокалист
- Пэдди «Bamm-Bamm» Консидайн (прозвище взято из Флинстоунов Bamm-Bamm Rubble) — барабанщик.

Сейчас Консидайн находится в рок-группе под названием Riding The Low с Итаном, и выпустил мини-альбом в 2009.

## Личная жизнь
В 2010 у Пэдди обнаружили синдром Аспергера.
Консидайн живёт в Бертон-апон-Трент с женой и тремя детьми.

## Фильмография

### Актёр
| Год       | Русское название                | Оригинальное название                                      | Роль                                    |
| --------- | ------------------------------- | ---------------------------------------------------------- | --------------------------------------- |
| 1999      | Комната для Ромео Брасса        | A Room for Romeo Brass                                     | Морель                                  |
| 2000      | Последнее пристанище            | Last Resort                                                | Альфи                                   |
| 2000      | Рождённый романтиком            | Born Romantic                                              | Рэй                                     |
| 2001      | Рок возмездия                   | Happy Now                                                  | Глен Маркус                             |
| 2001      | Ласточки                        | The Martins                                                | Хатфилд, звукорежиссёр                  |
| 2001      | Круглосуточные тусовщики        | 24 Hour Party People                                       | Роб Греттон                             |
| 2002      | Под гипнозом                    | Doctor Sleep                                               | Элиот Спрагс                            |
| 2002      | Мои ошибки с 8245 по 8249 и 117 | My Wrongs #8245-8249 & 117                                 | самого себя                             |
| 2002      | Вышибала                        | Bouncer                                                    | человек с ножом                         |
| 2003      | В Америке                       | In America                                                 | Джонни                                  |
| 2004      | Ботинки мертвеца                | Dead Man’s Shoes                                           | Ричард                                  |
| 2004      | Мое лето любви                  | My Summer of Love                                          | Фил                                     |
| 2005      | В дурмане                       | Stoned                                                     | Фрэнк Торгуд                            |
| 2005      | Нокдаун                         | Cinderella Man                                             | Майк Вилсон                             |
| 2006      | Плутоний-239                    | Pu-239                                                     | Тимофей                                 |
| 2006      | Лес теней                       | Bosque de Sombras (International English Title: BackWoods) | Норман                                  |
| 2007      | Типа крутые легавые             | Hot Fuzz                                                   | DC Andy Wainwright                      |
| 2007      | Ультиматум Борна                | The Bourne Ultimatum                                       | Саймон Росс                             |
| 2008      | Моя цинковая кровать            | My Zinc Bed                                                | Пол Пеплоу                              |
| 2009      | Красный райдинг                 | Red Riding: 1980                                           | Питер Хантер                            |
| 2009      | Крик совы                       | The Cry of the Owl                                         | Роберт Форестер                         |
| 2009      | Ле Донк и Скор-се-зе            | Le Donk & Scor-zay-zee                                     | Ли Донк                                 |
| 2011      | Без компромиссов                | Blitz                                                      | Портер Нэш                              |
| 2011      | Субмарина                       | Submarine                                                  | Грэм Пёрвис                             |
| 2011      | Подозрения мистера Уичера       | The Suspicions of Mr Whicher (TV)                          | Инспектор Джонатан Уичер                |
| 2011      | Девочка на велосипеде           | Girl on a Bicycle                                          | Дерек                                   |
| 2012      | Нержавеющая сталь               | Stainless Steel                                            | Ник                                     |
| 2012      | Сейчас самое время              | Now Is Good                                                | Отец Тесс                               |
| 2013      | Армагеддец                      | The World’s End                                            | Стивен Принс                            |
| 2013      | Двойник                         | The Double                                                 | актёр сериала                           |
| 2014      | Гордость                        | Pride                                                      | Дай Донован, профсоюзный лидер шахтёров |
| 2015      | Номер 44                        | Child 44                                                   | Владимир Малевич                        |
| 2015      | Макбет                          | Macbeth                                                    | Банко                                   |
| 2015      | Уже скучаю по тебе              | Miss You Already                                           | Джаго                                   |
| 2016      | Острые козырьки                 | Peaky Blinders                                             | отец Джон Хьюс                          |
| 2016      | Новая эра Z                     | The Girl with All the Gifts                                | сержант Эдди Паркс                      |
| 2017      | Смерть Сталина                  | The Death of Stalin                                        | товарищ Андреев                         |
| 2018      | Чужак                           | Outsider                                                   | Клод Болтон                             |
| 2020      | Третий день                     | Third Day                                                  | мистер Мартин                           |
| 2021      | Волк                            | Wolf                                                       | Доктор Манн/Смотритель зоопарка         |
| 2022—2024 | Дом Дракона                     | House of the Dragon                                        | Визерис I Таргариен                     |
| 2025      | Под прикрытием                  | Deep Cover                                                 | Флай                                    |
| 2025      | Главы государств                | Heads of State                                             | Виктор Градов                           |
| 2025      | Ганстерленд                     | MobLand                                                    | Кевин Харриган                          |
|           | Жена и пёс                      | Wife & Dog                                                 |                                         |

### Сценарист
| Год  | Русское название | Оригинальное название                                       |
| ---- | ---------------- | ----------------------------------------------------------- |
| 2004 | Ботинки мертвеца | Dead Man’s Shoes                                            |
| 2006 | Это Англия       | This is England, Uncredited                                 |
| 2006 |                  | Leave Before The Lights Come On, Arctic Monkeys music video |
| 2007 |                  | Dog Altogether                                              |
| 2011 | Тираннозавр      | Tyrannosaur                                                 |
| 2017 | Джорнимен        | Journeyman                                                  |

### Режиссёр
| Год  | Русское название | Оригинальное название |
| ---- | ---------------- | --------------------- |
| 2004 |                  | Dog Altogether        |
| 2011 | Тираннозавр      | Tyrannosaur           |
| 2017 | Джорнимен        | Journeyman            |

## Награды и номинации
- 2000 — номинация лучшая мужская роль за роль Алфи в  Последнее пристанище.
- 2005 — номинация лучший британский актёр по версии Empire Awards.
- 2007 — премия Серебряный лев за лучший короткометражный фильм (BAFTA), лучший британский короткометражный фильм (BIFA) и Международная премия жюри Сиэтла за фильм Dog Altogether.
- 2011 — премия за лучший независимый британский фильм за фильм Тираннозавр
- 2011 — за лучший режиссёрский дебют

## Примечание
1. 1 2 3  Ojumu, Akin (2001) «Paddy Considine: The best-kept secret in British movies Архивная копия от 9 февраля 2011 на Wayback Machine», The Observer, 11 March 2001, retrieved 2010-03-31
2. 1 2 3  Mottram, James (2009) Interview: Paddy Considine, actor Архивная копия от 5 июня 2011 на Wayback Machine, The Scotsman, 2 October 2009, retrieved 2010-03-31
3. 1 2  Hoby, Hermione (2009) «http://www.guardian.co.uk/film/2009/sep/27/donk-shane-meadows-paddy-considine Архивная копия от 15 октября 2012 на Wayback Machine Paddy and Shane: story of a partnership]», The Observer, 27 September 2009, retrieved 2010-03-31
4. 1 2  «Local Heroes: Paddy Considine Архивная копия от 12 ноября 2012 на Wayback Machine», BBC, 4 January 2005, retrieved 2010-03-31
5. 1 2 3  Paddy Considine tells Patrick Barkham why he’s sick of playing aggressive action men | Film | The Guardian. Дата обращения: 12 июня 2012. Архивировано 19 августа 2012 года.
6. ↑  Paddy Considine & Michael Sheen Board Richard Ayoade's 'Submarine'. Архивировано 27 июля 2012 года.
7. ↑  Paddy Considine: Here Comes the Sun. Архивировано 27 июля 2012 года.
8. ↑  Paddy Considine, Olivia Williams and Jeremy Irvine join Dakota Fanning In ‘Now Is Good’. Архивировано 27 июля 2012 года.
9. ↑  «'Le Donk' actor Paddy Considine launches new band» Архивная копия от 18 октября 2012 на Wayback Machine, NME, 12 October 2009, retrieved 2010-03-31
10. ↑  Lockyer, Daphne (10 апреля 2011). Paddy Considine: Knowing I have Asperger's is a relief. The Daily Telegraph. London. Архивировано 13 апреля 2011. Дата обращения: 12 апреля 2011.
11. ↑  Kate Goodacre. Paddy Considine reveals Asperger's diagnosis. Digital Spy. Архивировано 27 июля 2012 года.
12. ↑  Гангстерленд // Википедия. — 2025-07-14.